# Dušan Šinigoj
Dušan Šinigoj (ur. 7 listopada 1933 w Dornberku, wówczas Dorimbergo, zm. 18 sierpnia 2024) – jugosłowiański (słoweński) polityk, ekonomista i nauczyciel, w latach 1984–1990 przewodniczący Rady Wykonawczej i następnie premier Socjalistycznej Republiki Słowenii.

## Życiorys
Syn rolnika Andreja i gospodyni Zofiji z domu Pavlicy. Urodził się na terytorium ówczesnego Królestwa Włoch. W 1953 zdał maturę w gimnazjum w Novej Goricy, a w 1959 ukończył ekonomię na Uniwersytecie Lublańskim. Pracował jako nauczyciel w szkole ekonomicznej w Ajdovščinie, następnie od 1961 do 1969 był wicedyrektorem i dyrektorem szkoły pracowników transportu w Novej Goricy.
Wstąpił do Związku Komunistów Słowenii. Od 1969 był sekretarzem komitetu miejskiego ZKS w Novej Goricy. W 1973 został członkiem komitetu wykonawczego związku zawodowego SDZL. Od 1980 pełnił także funkcję przewodniczącego komisji republiki ds. relacji ze związkami wyznaniowymi. W 1978 został zastępcą przewodniczącego Rady Wykonawczej (wicepremierem) Socjalistycznej Republiki Słowenii, następnie w 1984 jej przewodniczącym. Pod koniec jego kadencji po pierwszych wolnych wyborach z kwietnia 1990 stanowisko to przekształcono w fotel premiera Słowenii. Po 1990 odszedł z polityki, do 1993 zajmował stanowisko dyrektora banku w Novej Goricy.